# Ter Wupping
Ter Wupping is een gehucht in de gemeente Stadskanaal in de streek Westerwolde in de provincie Groningen (Nederland). 

## Geografie
Ter Wupping ligt ten oosten van Onstwedde, ten westen van Veele, ten noorden van Smeerling en ten zuiden van Wessinghuizen. Aan de oostkant van het gehucht loopt de Ruiten Aa en aan de westkant het Oosterholtsdiep. De zuidgrens van het gehucht wordt gevormd door het Mussel-Aa-kanaal.
Het gehucht ligt op een hoefijzervormige zandrug en bestaat uit een es met vier akkercomplexen: de Hoeven, de Tange,  de Korte Akkers en de Lange Akkers. Tussen de beide uitlopers van de zandrug liggen nog vier hoogten, waarvan de Olde Goorde ("gaarde", "tuin") de grootste is. Langs de zuidrand van de Lange Akkers ligt de hoogste natuurlijke steilrand van Westerwolde: deze steekt ongeveer 3 meter uit boven het beekdal van de Ruiten Aa. Het gehucht bestaat uit een aantal boerderijen en een enkel huis. 

## Naam
In 1475 komt de plaats voor als Wypinge. De herkomst van de naam Ter Wupping is onzeker en er zijn dan ook verschillende verklaringen. Het meest waarschijnlijk is een oorsprong vanuit het Middelnederlandse 'wipe', dat verwijst naar een gevlochten rijswerk.
Soms wordt vermeld, zoals in de folder van Staatsbosbeheer over de rondwandeling in dit gebied, dat het afkomstig zou zijn van het woord wip, dat kraan betekent. Schepen zouden hier geladen en gelost worden. Maar vermoedelijk was de Ruiten Aa voor scheepvaart ongeschikt omdat hij te ondiep en te smal zou zijn en in de zomer ook nog eens vrijwel droog viel. Bovendien lag er een elzenbroekbos omheen. En als de Ruiten A ongeschikt was, dan geldt dat in nog sterkere mate voor het Oosterholts diepje.

## Geschiedenis

### Marke
Ter Wupping is een dochterstichting vanuit Onstwedde. In de 13e eeuw bestond het uit 3 erven, die samen met een 4e erve uit Onstwedde een aparte marke vormden. De gewassen werden geteeld op de es en in een smalle strook in het beekdal aan zuidzijde van het gehucht. De rest bestond vooral uit (zand)heide en gezamenlijke weide. In de 18e eeuw bezat de marke de exclave Stopkeveen op de es van Onstwedde. Hier werd vermoedelijk turf gestoken. In 1826 werd een deel van dit gebied door de rechtbank van Winschoten toegewezen aan de boeren van Onstwedde.
Tussen 1788 en 1829 werd akkercomplex Strootkampen ontgonnen tussen Ter Wupping en Sterenborg, langs de hooilanden van het Oosterholtsdiep. 
In 1863 werd de toenmalige marke van 118 hectare van de 16 waardelen verdeeld over de 14 toenmaligr waarsgerechtigden. 

### Ruilverkavelingen
Rond 1900 was het grootste deel van de vroegere marke hooiland of weiland. In 1913 werd het Mussel-Aa-kanaal dwars door het gebied aangelegd.
Voor de oorlog werden de vele houtwallen om de akkers, weiden en wegen innhet gebied verwijderd en werden de laatste heidegronden ontgonnen. Na de oorlog werden grote delen van het gebied ruilverkaveld. In 1960 werden de meanders van de Ruiten Aa ten noorden van het kanaal gekanaliseerd en in 1977 enkele meanders van de Oude Loo. Het deel ten zuiden van het kanaal werd tot 1976 en het deel ten noorden tot 1979 ruilverkaveld.  Alleen de essen zelf en grote delen van de Oude Loo bleven gespaard.

### Natuurontwikkeling
Tussen 1988 en 2012 volgde de herinrichting Oost-Groningen, waarbij de bestaande kavels nog verder vergroot werden. Tegelijkertijd werd echter vanaf 1990 gewerkt aan de realisatie van de Ecologische Hoofdstructuur,  waarin inclusief het Stopkeveen bijna 90% van Ter Wupping werd opgenomen. Daarbij werden de oude meanders van de Ruiten Aa en het Oosterholtsdiep weer hersteld. Insteek was hier voor het gehucht, de essen en de hooilanden het herstel van het landschap van rond 1800. Het grootste deel van het landschap werd ofwel ingericht tot kruidenrijk of (nat of droog) schraalgrasland of bos.

## Natuurgebied
Het bezit van Staatsbosbeheer aldaar draagt ook de naam Ter Wupping. Het is een oud hoeven – en beekdallandschap. Belangrijke onderdelen ervan zijn oude rivierduinen: de Ruige berg en de Kieberg. Rond deze rivierduinen liggen een aantal bosjes. Verder behoren ook een aantal akkers tot het terrein. Deze hebben een bolle vorm door eeuwenlang bemesting met schapenmest vermengd met heideplaggen. Ze worden ecologisch beheerd vanwege de akkeronkruiden. Ook graslanden maken deel uit van dit het bezit van Staatsbosbeheer. Rond het oude loopje, een voormalige loop van de Ruiten Aa ten noorden van de Ruige Berg ligt een nat grasland met veel dotterbloemen en pinksterbloemen. Op een de rivierduinen ligt een heischraal grasland. Staatsbosbeheer heeft in dit gebied een wandeling van 5 kilometer met rode paaltjes uitgezet.